# Festival international de cinéma de Marseille
Pour les articles homonymes, voir FID.
 (octobre 2022).
Si vous disposez d'ouvrages ou d'articles de référence ou si vous connaissez des sites web de qualité traitant du thème abordé ici, merci de compléter l'article en donnant les références utiles à sa vérifiabilité et en les liant à la section « Notes et références ».
Le festival international de cinéma de Marseille (FIDMarseille) est un festival de cinéma international compétitif (documentaire et fiction). 

## Fonctionnement
La première édition du festival a lieu en 1990 et s'intitule Biennale européenne du documentaire. Dès la deuxième édition le festival se nomme Vue sur les docs pour devenir FIDMarseille en 1999.
Il accueille environ 23 000 spectateurs chaque année pendant une semaine au debut du mois de juillet,.
Depuis 2007, les documentaires sont pris en comptes. 
Le festival dispose aussi d'un laboratoire à projets, le FIDLab, qui sélectionne chaque année dix films en développement. 
FIDMarseille fait partie du projet Doc Alliance depuis 2012. Le festival rejoint la coopération des festivals Visions du réel, Planete Doc Film Festival Warsaw, DOK Leipzig, IDFF Jihlava et CPH:DOX Copenhagen. 
Jean-Pierre Rehm est le délégué général du festival que présidait Paul Otchakovsky-Laurens.
Environ 2 500 films sont soumis chaque année à la sélection. 

## Palmarès

### 2006
- Grand prix de la compétition française
  - Les Hommes d'Ariane Michel (France / 2006 / 95 min)

### 2016
- Grand prix de la compétition internationale
  - Como me da la gana II/ This is the way i like it 2 d'Ignacio Agüero (Chili / 2016 / 86 min ; première mondiale)
- Prix Georges-de-Beauregard international
  - Those shocking shaking days de Selma Doborac (Autriche, Bosnie-Herzégovine, 2016, 88 min ; première mondiale)
- Grand prix de la compétition française
  - UFE (Unfilmévénement) de César Vayssié (France / 2016 / 48 min ; première mondiale)

### 2017
- Grand prix de la compétition internationale
  - Let the summer never come again d'Alexandre Koberidze (Allemagne, Géorgie / 2017 / 202 min ; première mondiale)
- Prix Georges-de-Beauregard international
  - Playing men de Matjaz Ivanisin (Slovénie, Croatie / 2017 / 60 min ; première mondiale)
- Grand prix de la compétition française
  - Prix ex aequo :
    - Southern Belle de Nicolas Peduzzi (France / 2017 / 86 min ; première mondiale)
    - 7 Pardeh de Sepideh Farsi (Afghanistan / 2017 / 80 min ; première mondiale)
- Prix Georges-de-Beauregard national
  - Le Cœur du conflit de Judith Cahen et Masayasu Eguchi (France, Japon / 2017 / 79 min ; première mondiale)

### 2018
- Grand prix de la compétition internationale
  - Prix ex aequo :
    - Roi Soleil d'Albert Serra (Espagne / 2018 / 62 min ; première mondiale)
    - Segunda vez de Dora Garcia (Belgique, Norvège / 2018 / 94 min ; première mondiale)
- Prix Georges-de-Beauregard international
  - Paul est mort d'Antoni Collot (France / 2018 / 88 min ; première mondiale)
- Grand prix de la compétition française
  - Seuls les pirates de Gaël Lépingle (France / 2018 / 90 min ; première mondiale)
- Prix Georges-de-Beauregard national
  - Derrière nos yeux d'Anton Bialas (France / 2018 / 46 min ; première mondiale)

### 2020
- Grand prix de la compétition internationale
  - Visión Nocturna de Carolina Moscoso (Chili / 2019 / 80 min ; première mondiale)
- Prix Georges-de-Beauregard international
  - Rio Turbio de Tatiana Mazù Gonzàlez (France)
  - Mention spéciale : Zaho zay de Maéva Ranaïvojaona
- Grand prix de la compétition française
  - C'est Paris aussi de Lech Kowalski (France / 2020 / 58 min ; première mondiale)
- Prix Georges-de-Beauregard national
  - Les Graines que l'on sème de Nathan Nicholovitch (France / 2020 / 77 min)

### 2021
Source
- Grand prix de la compétition internationale
  - Haruharasan no uta de Kyoshi Sugita (Japon / 2021 / 120 min ; première mondiale)
  - Mention spéciale : Outside Noise de Ted Fendt (Allemagne, Corée du Sud, Autriche / 2020 / 61 min ; première internationale)
- Prix Georges-de-Beauregard international
  - Saturn and Beyond de Declan Clarke (Irlande / 2021 / 60 min ; première mondiale)
  - Mention spéciale : Husek de Daniela Seggiaro (Argentine / 2021 / 89 min ; première mondiale)
- Grand prix de la compétition française
  - Appuyé au mur de Jacques Meilleurat (France / 2020 / 53 min ; première mondiale)
- Prix Georges-de-Beauregard national
  - Pénélope mon amour de Claire Doyon (France / 2021 / 88 min ; première mondiale)
- Prix Renaud-Victor
  - Pénélope mon amour de Claire Doyon

### 2022
Source
- Grand prix de la compétition internationale[6]
  - The Unstable Object II de Daniel Eisenberg[7] (France, Allemagne, Turquie, États-Unis / 2022 / 204 min ; première mondiale)
  - Mention spéciale : A vida sao dois dias de Leonardo Mouramateus (Brésil / 2022 / 82 min ; première mondiale)
- Grand prix de la compétition française[6]
  - On a eu la journée, bonsoir[8] de Marimane Mari (France / 2022 / 61 min ; première mondiale) — Également prix du Centre national des arts plastiques
- Prix Georges-de-Beauregard international
  - The Unstable Object II de Daniel Eisenberg (France, Allemagne, Turquie, États-Unis / 2022 / 204 min ; première mondiale)
- Prix Georges-de-Beauregard national
  - Barail de Denis Cointe (France / 2022 / 51 min ; première mondiale)
  - Mention spéciale : Signal GPS perdu de Pierre Voland (Belgique, France / 2022 / 43 min ; première mondiale)
- Prix Premier 
  - Kristina de Nikola Spasic (Serbie / 2022 / 90 min ; première mondiale)
  - Mentions spéciales :
    - Person de Wang Chu-Yu (Chine / 2021 / 90 min ; première mondiale)
    - Mourir à Ibiza (Un film en trois étés) d'Anton Balekdjian, Léo Couture et Mattéo Eustachon (France / 2022 / 110 min ; première mondiale)
- Prix Alice Guy
  - Je donne à mon cœur une médaille pour t'avoir oublié de Danielle Arbid (France / 2021 / 14 min ; première mondiale)
- Prix Renaud-Victor
  - L’Arche d'Amira Louadah (Algérie, France / 2022 / 10 min ; première mondiale)

### 2023
- Compétition internationale[9]
  - Grand Prix : Background de Khaled Abdulwahed (Italie, 2023)
  - Prix Georges de Beauregard : O Marinhero de Yohei Yamakado (France, Portugal, 2023)
- Compétition française 
  - Grand Prix : Dans le silence et dans le bruit de Clément Roussier & Hadrien Mossaz (France, 2023)
  - Mention Spéciale : L'île de Damien Manivel  (France, 2023)
  - Prix Georges de Beauregard : Que quelque chose vienne de Mathilde Girard (France 2023)
- Compétition premier film
  - Prix premier film : Sofia Foi de Pedro Geraldo (Brésil, 2023)
  - Prix du Jury Résidence Lago : La Renaissance de Nader Ayache (France, 2023)
- Compétition Ciné+
  - Prix d'aide à la distribution : L'île de Damien Manivel  (France, 2023)
- Compétition Flash (courts métrages)
  - Prix de la compétition flash : Trouble de Miranda Pennell (Royaume-Uni, 2023)
  - Prix Alice Guy : Two Giants that Exist Here - A German Fairytale de Gianna Scholten (Allemagne, 2023)
- Prix Spéciaux 
  - Prix CNAP : La Renaissance de Nader Ayache (France, 2023)
  - Mention Spéciale : Le sentier des Asphodèles de Maxime Martinot (France, 2023)
  - Prix Renaud Victor : Nos îles (court-métrage) de Aliha Thalien (France, Martinique, 2023)
  - Prix des lycéens : An evening song (for three voices) de Graham Swon (Etats-Unis, 2023)
  - Mention Spéciale : L'île de Damien Manivel  (France, 2023)